# Košická Polianka
Košická Polianka (do roku 1954 jen Polianka) je obec na Slovensku, v okrese Košice-okolí. V roce 2010 zde žilo 946 obyvatel, rozloha katastrálního území činí 8,28 km². Nachází se zde kostel Nanebevzetí Panny Marie postavený v letech 1875 až 1877.